# Johann Jakob Scheuchzer
Pour les articles homonymes, voir Scheuchzer.

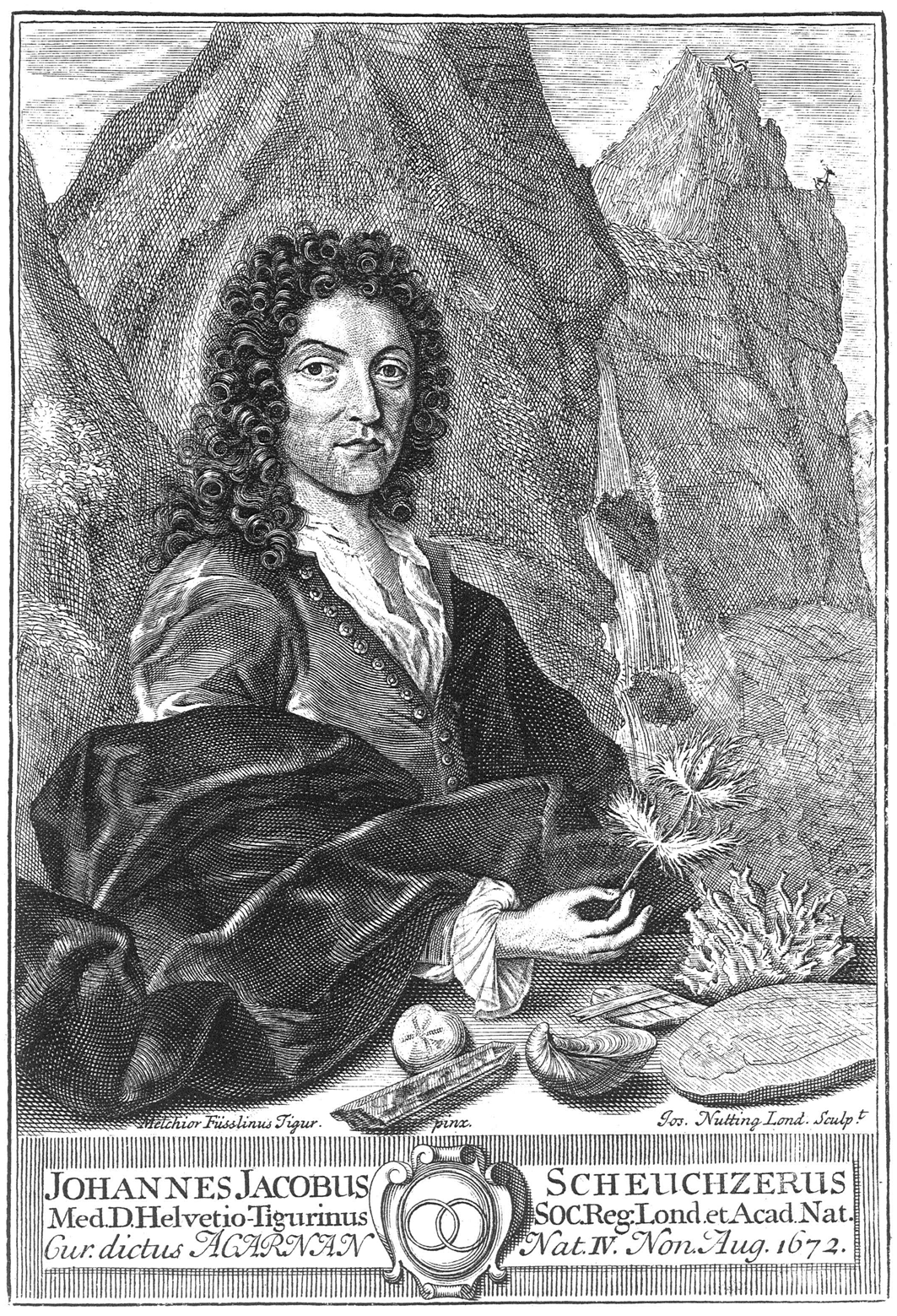
Johann Jakob Scheuchzer, eau-forte de Nutting, d'après Füssli.

Johann Jakob Scheuchzer, né le 2 août 1672 à Zurich et mort le 23 juin 1733 dans cette même ville, est un médecin et un naturaliste suisse ; on le connaît surtout pour son interprétation des fossiles comme vestiges du Déluge. En botanique, son abréviation standard en tant qu'auteur est « J. J. Scheuchzer ».

## Biographie
Fils d'un médecin municipal, dont il porte le prénom, et de sa femme, Barbara Fäsi, fille du recteur de l'école latine du Grossmünster, Scheuchzer est le frère aîné de Johannes Gaspar Scheuchzer dont il s'occupera après la mort prématurée de leur père. Son père escalade en 1676 le mont Rigi près de Lucerne. Johann Jakob Scheuchzer commence ses études de médecine à l'université d'Altdorf près de Nuremberg en 1692, puis en 1693 se rend à celle d'Utrecht, où il passe son doctorat en 1694. La même année, sur les conseils d'Augustus Quirinus Rivinus, recteur de l'université de Leipzig, il entreprend son premier voyage de recherches dans les Alpes.
Il joue dans sa jeunesse un rôle important dans le Collegium der Wohlgesinnten, une société semi-secrète où l'on débat de science, d'histoire et de politique. Comme après ses études il lui faut attendre la mort de l'un des quatre médecins officiels de Zurich, afin de pouvoir prendre sa place, il travaille auprès des sociétés savantes et des académies de la ville. Il entretient aussi des rapports difficiles avec les autorités politiques et religieuses réformées de la ville et n'obtient le titre de premier médecin de Zurich et de professeur de physique au Carolinum qu'en 1733.
Quand meurt Johann Jacob Wagner (de) (1641-1695), médecin de l'orphelinat zurichois et auteur d'une première Historia naturalis Helvetiæ curiosa (Zurich 1689), il reçoit enfin un emploi en tant que médecin. En même temps, il prend le poste de directeur de la bibliothèque municipale et de la chambre d'art et de sciences naturelles pour laquelle il se décide à explorer sa petite patrie et il mène ses recherches jusqu'en 1714.
Muni d'un catalogue vaste et détaillé, qui contient plus de 220 questions, il s'informe d'abord auprès de gens qu'il connaît dans toute la Suisse sur la nature et les conditions météorologiques des localités où ils habitent ; la participation n'est pas très grande. C'est surtout pour travailler à l'éducation du peuple et réfuter les légendes populaires que, de 1705 à 1707, il écrit en résumé les résultats de ses recherches : les Seltsamen Naturgeschichten des Schweizer-Lands wochentliche Erzehlung, où il réfute la superstition selon laquelle les orages sur le lac du mont Pilate seraient l'œuvre de démons, dès que quelqu'un s'approche du lac et surtout y jette quelque chose. Il écrit en 1714 : « En présence des bergers, que ces histoires faisaient rire, j'ai moi-même plus d'une fois jeté des pierres, du bois et d'autre chose dans cette grande mare sans danger ni dommage ». Toujours pour l'éducation du peuple, il rédige en 1701 le premier livre de physique en langue allemande, intitulé Physica, oder Natur-Wissenschaft.
Dans une carrière près du lac de Constance, à Öhningen, il découvre en 1726 le squelette fossilisé de ce qui semblait être un être humain de petite taille, et le baptise Homo diluvii testis (« Homme témoin du déluge »). Il s'agit en fait d'une salamandre géante qui reçut par la suite le nom scientifique d'Andrias scheuchzeri (« pseudo-homme de Scheuchzer »).

## Œuvre
La grande réussite scientifique de Scheuchzer est d'avoir réalisé les premières mesures d'altitude en se servant d'instruments barométriques, au lieu d'utiliser des calculs trigonométriques par essence peu fiables. Par ses études des cristaux de montagne, il est devenu, avec Moritz Anton Kappeler, le médecin municipal de Lucerne, et son élève Johann Heinrich Hottinger (de), l'un des fondateurs de la cristallographie moderne, et ses observations sur le climat lui ont permis de rédiger régulièrement des rapports météorologiques.
Scheuchzer publie de nombreux ouvrages dont en 1708 le pamphlet Piscium querelae et vindiciae où il suit les théories de John Woodward sur les fossiles considérés comme des résidus du Déluge universel. Il fait aussi imprimer en allemand la Natur-Historie des Schweitzerlandes (1716-1718) dont le but est la diffusion de la connaissance de l'histoire naturelle de la Suisse et des Alpes. Sa carte Nova Helvetiae tabula geographica (1712-1713) représente la géographie autour du Saint-Gothard qu'il a parcouru en 1705 et est le seul document qui faisait autorité avant la parution de l'Atlas suisse de Johann Rudolf Meyer en 1802. 
Son fameux ouvrage Ουρεσιφόιτες HELVETICUS, sive Itinera per Helvetiae alpinas regiones (1708/1723), relate de manière précise et méthodique, ses nombreux voyages d'étude à travers les Alpes suisses, sans oublier de tourner en ridicule, ici également, les superstitions des montagnards, par la lettre et par une illustration demeurée célèbre. 
La Physica sacra (1731-1735), son dernier ouvrage, essaie de concilier la Bible avec les sciences modernes en illustrant scientifiquement l'explication de texte.

### Sélection des œuvres

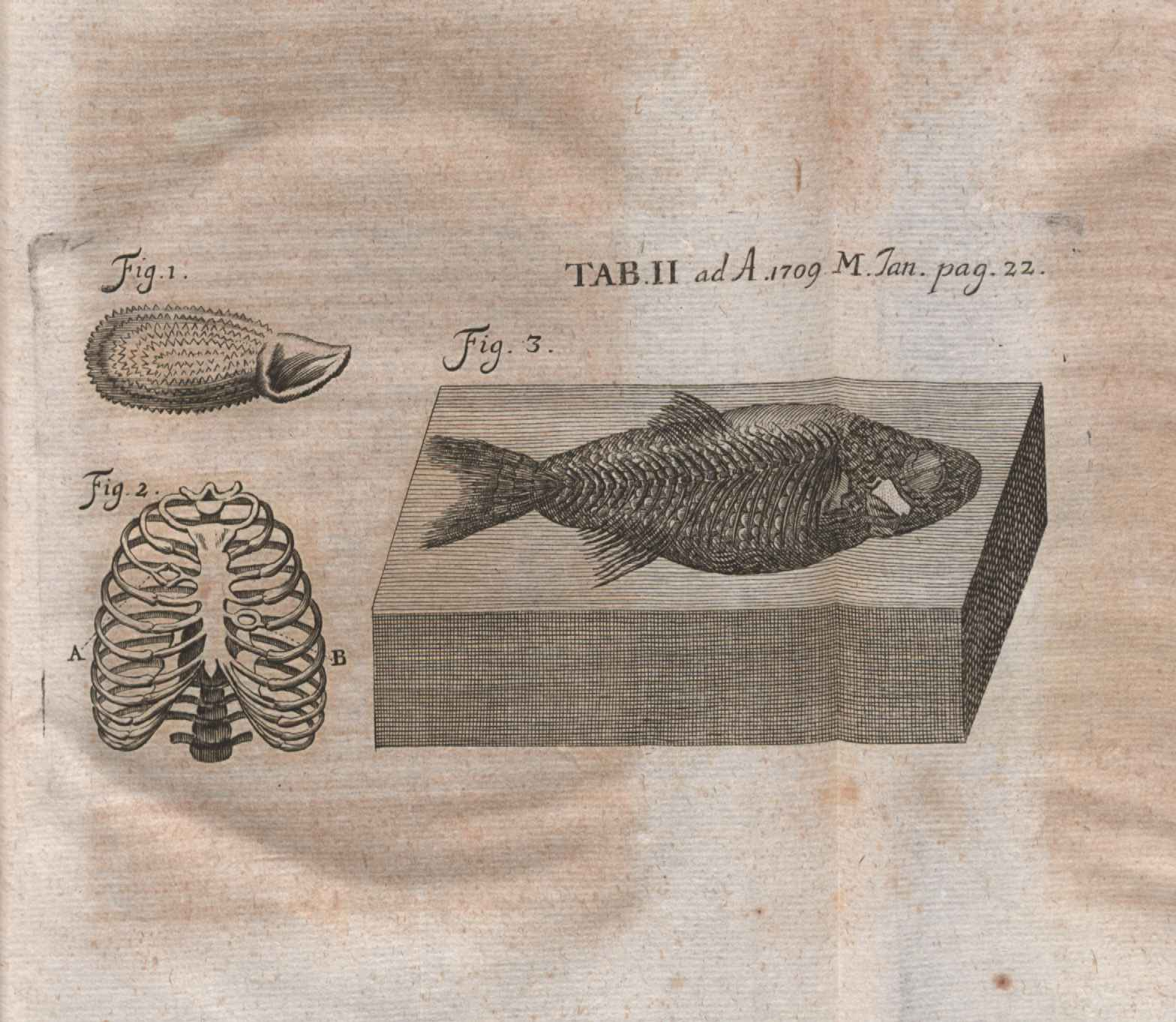
Illustration à la critique de Piscium Querelæ et vindiciæ publiée sur les Acta Eruditorum, 1709.

- Herbarium diluvianum, 1723.
- Ouresiphoitēs Helveticus sive Itinera alpina tria... 2 volumes in-quarto, Londres 1708; l'édition complète en deux volumes in-quarto paraîtra en 1723 à Leyde chez Pieter van der Aa sous le titre Ουρεσιφόιτες HELVETICUS, sive Itinera per Helvetiae alpinas regiones.
- Physica, oder Natur-Wissenschaft, Zürich, 1701.
- Specimen lithografiæ helveticæ, Zürich, 1702.
- Beschreibung der Natur-Geschichten des Schweizerlands, Zürich, 1706-1708, doi:10.5962/bhl.title.65822.
- Seltsamen Naturgeschichten des Schweizer-Lands wochentliche Erzehlung, Zürich, 1707.
- Piscium Querelæ et vindiciæ, Zürich, 1708, doi:10.5962/bhl.title.9145.
- Naturgeschichte des Schweitzer Landes, Zürich, 1716.
- Jobi physica sacra, Oder Hiobs Natur-Wissenschafft, vergliechen mit der Heutigen, Zürich, 1721.
- Herbarium Diluvianum, Leyde, Peter Vander Aa, 1723 Lire en ligne.
- Homo diluvii testis, Zürich, 1726
- « Sceleton duorum humanorum petrefactorum pars, ex epistola ad H. Sloane », dans Philosophical Transactions of the Royal Society, no 34, 1728.
- Physica sacra, Augsburg et Ulm, 1731-1735, 4 vol.
  - Édition en français : Physique sacrée, ou histoire naturelle de la Bible, Amsterdam, Pierre Schenk et Pierre Mortier, 1732-1737, 8 vol. Lire en ligne sur Gallica.

### Articles liés
- Johannes Gaspar Scheuchzer (1684-1738), son frère
- Scheuchzerhorn, un sommet de Suisse nommé d'après lui
- Andrias scheuchzeri, espèce fossile nommée d'après lui
- Musée zoologique de l'Université de Zurich, propriétaire de ses collections